# Algèbre de Lie Monstre
En mathématiques, l'algèbre de Lie Monstre est une algèbre de Kac-Moody généralisée (en) de dimension infinie sur laquelle agit le groupe Monstre, qui a été utilisée pour prouver les conjectures du « Monstrous moonshine ».

## Structure
L'algèbre de Lie monstre est une algèbre de Lie graduée sur Z2. La composante de degré (m, n) est de dimension cmn si (m, n) ≠ (0, 0) et de dimension 2 si (m, n) = (0, 0), où les entiers cn sont les coefficients de qn du j-invariant, vu comme fonction modulaire elliptique
{\displaystyle j(q)-744={1 \over q}+196884q+21493760q^{2}+\cdots .}
La sous-algèbre de Cartan est le sous-espace de dimension 2 de degré (0, 0), de sorte que l’algèbre de Lie Monstre est de rang 2.
L'algèbre de Lie Monstre n'a qu'une seule racine réelle simple, donnée par le vecteur (1, −1) ; le groupe de Weyl est d'ordre 2, il agit par la volte (m, n) → (n, m). Les racines imaginaires simples sont les vecteurs (1, n) pour n entier naturel non nul, elles sont de multiplicité cn.
La formule du dénominateur de l'algèbre de Lie Monstre est la formule du produit du j-invariant :
{\displaystyle j(p)-j(q)=\left({\frac {1}{p}}-{\frac {1}{q}}\right)\prod _{m,n=1}^{\infty }(1-p^{m}q^{n})^{c_{mn}}.}
La formule du dénominateur, parfois appelée « identité de produit infini de Koike-Norton-Zagier », a été découverte dans les années 1980. Plusieurs mathématiciens, dont Masao Koike, Simon P. Norton et Don Zagier, ont fait cette découverte de manière indépendante.

## Construction
On dispose de deux façons de construire l'algèbre de Lie Monstre[réf. nécessaire]. Comme il s'agit d'une algèbre de Kac-Moody généralisée dont les racines simples sont connues, elle peut être définie de façon explicite par générateurs et relations ; cependant, cette présentation ne permet pas de lire une action du groupe Monstre.
Elle peut également être construite à partir de l'algèbre vertex du Monstre en utilisant le théorème de Goddard-Thorn (en) en théorie des cordes. Cette construction est beaucoup plus difficile mais elle donne une action naturelle du groupe Monstre.